# Francesca Acciajuoli
Francesca Acciajuoli foi Duquesa de Atenas. Esteve à frente dos destinos do ducado de 1394 até 1395. Esteve à frente dos destinos do ducado de 1394 até 1395. Antes dela esteve no poder António I Acciajuoli. Seguiu-se-lhe entre 1195 e 1402 o Domínio dos Venezianos e depois destes Nério II Acciajouli.